# 디플로네마류
디플로네마류(Diplonemea)는 유글레나문에 속하는 편모충류 분류군의 하나이다.

## 하위 분류
- 디플로네마과 (Diplonemidae) 또는 린코푸스과 (Rhynchopodaceae)
  - 디플로네마속 (Diplonema = Isonema)
    - D. breviciliata
    - D. nigricans
    - D. papillatum
    - D. ambulatory
    - D. metabolicum

  - 린코푸스속 (Rhynchopus)
    - R. euleeides
    - R. amitus
    - R. coscinodiscivorus
- 반구편모충과 (Hemistasiidae)
  - 반구편모충속 (Hemistasia) - 운동핵편모충강(Kinetoplastea)에 속하는 미분류 목으로 분류하기도 한다.